# John Smulders
Jan Smulders (10. ledna 1872 Sint-Michielsgestel – 16. listopadu 1939 Helvoirtse), celým jménem Johannes Nicolaas Josephus Smulders, byl nizozemský katolický lékař. Jako první na světě publikoval praktický návod na používání tzv. kalendářové metody přirozeného plánování rodičovství.

## Život a dílo
V roce 1906 se oženil. Jeho manželkou se stala Adriana Antoinetta van Deene (1883 – 1971), se kterou měl 9 dětí.
Koncem 20. let 20. století se seznámil s výsledky výzkumů japonského gynekologa Kyusaka Ogina a rakouského gynekologa Hermanna Knause. V polovině roku 1930 vydal brožuru, ve které popisuje vůbec první praktický návod na používání kalendářové metody. Vyšla v nizozemštině pod názvem "Periodieke onthouding in het huwelijk. Methode Ogino-Knaus" a měla mimořádný úspěch – do roku 1934 se prodalo 26 000 exemplářů. V roce 1932 vyšlo její německé a o rok později i francouzské vydání.